# International Cup 1935/36
Der International Cup 1935/36 war ein Eishockeywettbewerb für Mannschaften aus England und Frankreich. Er entstand aus dem im Vorjahr gespielten Europa-Cup, bei dem die englischen und französischen Mannschaften dominiert hatten. Der Europa-Cup 1935/36 wurde daher ohne Beteiligung englischer Mannschaften ausgetragen. Veranstaltet wurde der Wettbewerb von Jeff Dickson, einem in Paris ansässigen amerikanischen Sportpromoter, der unter anderem den Palais des Sports de Paris leitete und Boxkämpfe organisierte. Da nur Mannschaften aus London und Paris teilnahmen, wurde es auch unter dem Namen London-Paris Interclub Tournament bekannt.
Die acht Mannschaften, sechs englische und zwei französische, spielten eine Vorrunde in zwei Gruppen. Darin spielte jeder gegen jeden ein Hin- und ein Rückspiel. Die beiden Erstplatzierten beider Gruppen qualifizierten sich für das Halbfinale, welches wie das Finale in Hin- und Rückspiel ausgetragen wurde. Die beiden französischen Mannschaften qualifizierten sich fürs Halbfinale, das Finale war jedoch eine rein englische Partie. Die Wembley Lions konnten den Wettbewerb für sich entscheiden.
Im Folgejahr beschränkte sich der Wettbewerb nur noch auf englische Teams und wurde unter dem Namen English National Tournament weitergeführt.

## Vorrunde

### Gruppe A
|    |                        | Sp | S | U | N | Tore  | Punkte |
| -- | ---------------------- | -- | - | - | - | ----- | ------ |
| 1. | Wembley Lions          | 12 | 6 | 3 | 3 | 44:36 | 15:09  |
| 2. | Français Volants       | 12 | 6 | 3 | 3 | 32:26 | 15:09  |
| 3. | Richmond Hawks         | 12 | 5 | 4 | 3 | 42:24 | 14:10  |
| 4. | Kensington Corinthians | 12 | 1 | 2 | 9 | 41:73 | 04:20  |

### Gruppe B
|    |                     | Sp | S | U | N | Tore  | Punkte |
| -- | ------------------- | -- | - | - | - | ----- | ------ |
| 1. | Stade Français      | 12 | 5 | 5 | 2 | 29:24 | 15:09  |
| 2. | Streatham           | 12 | 5 | 4 | 3 | 42:41 | 14:10  |
| 3. | Earls Court Rangers | 12 | 5 | 3 | 4 | 41:37 | 13:11  |
| 4. | Wembley Canadians   | 12 | 2 | 8 | 2 | 32:42 | 06:18  |

## Finalrunde

### Halbfinale
| Paarung                        | Serie | 1   | 2   | 3   |
| ------------------------------ | ----- | --- | --- | --- |
| Wembley Lions – Stade Français | 2-1   | 1:2 | 3:0 | 1:0 |
| Streatham – Français Volants   | 2-0   | 2:1 | 7:4 |     |

### Finale
| Paarung                   | Serie | 1   | 2   | 3 |
| ------------------------- | ----- | --- | --- | - |
| Wembley Lions – Streatham | 2–0   | 3:1 | 3:2 |   |